# Кича Володимир Іванович
Володимир Іванович Кича (нар. 8 серпня 1969, с. Гути, Сумська обл., УРСР — пом. 23 листопада 1988, Афганістан) — радянський військовослужбовець, учасник афганської війни.

## Життєпис
Народився 8 серпня 1969 року в селі Гути, Конотопського району, Сумської області. Після закінчення школи працював водієм у колгоспі. З 29 жовтня 1987 року в лавах збройних сил СРСР. В червні 1988 року направлений в Афганістан на посаду механіка-водія в 59-ту окрему бригаду матеріального забезпечення. 23 жовтня 1988 колона в якій рухався Володимир була обстріляна моджахедами. Помер під час евакуації.

## Нагороди та вшанування
- Орден Червоної Зірки[1].
- Одна з вулиць села Гути має ім'я Володимира Кичі[2].
- В селі Гути встановлена меморіальна дошка Володимира Кичі[3].